# NGC 2261
NGC 2261（ハッブルの変光星雲、Caldwell 46）は、いっかくじゅう座の変光星雲である。この星雲は、いっかくじゅう座R星によって照らされている。なお、R星は直接見ることはできない。

## 概要
1949年1月26日、エドウィン・ハッブルによってパロマー天文台のヘール望遠鏡のファーストライトにNGC 2261が使用された、1928年に開始されたパロマー天文台計画の約20年後である。ハッブルは以前に、ヤーキス天文台とウィルソン山天文台でこの星雲を研究していた。
変光の理由の一説としては、いっかくじゅう座R星の近くの密集した塵の雲が周期的にR星からの光を妨げている、としている